# Huang Qing jingjie
Huang Qing jingjie (chinesisch 皇清经解 – „„Klassikererklärung der erhabenen Qing““) ist ein von Ruan Yuan 阮元 (1764–1849) in den Jahren 1825–1829 herausgegebenes Sammelwerk (congshu), das eine bedeutende Sammlung von Kommentaren zu den klassischen konfuzianischen Werken aus seiner Zeit darstellt. Ruan Yuan war der bedeutendste Herausgeber von Werken der konfuzianischen Forschung während der Regierungen von Qianlong 乾隆 (1736–1795) und Jiaqing 嘉慶 (1796–1820), der sogenannten Qian-Jia-Schule 乾嘉學派. Er hat auch eine textkritische Ausgabe der traditionellen Kommentare und Subkommentare zu den Dreizehn Kanonischen Büchern (Shisan jing), das Shisanjing zhushu jiaokanji 十三經注疏校勘記, veröffentlicht (siehe Shisanjing zhushu).

## Huang Qing jingjie xubian
Eine von Wang Xianqian (1842–1917) im Jahr 1888 herausgegebene Fortsetzung erschien unter dem Titel Huang Qing jingjie xubian 皇清经解续编 (siehe dort). Ein neuerer kritischer Katalog zum Huang Qing jingjie samt Fortsetzung (xubian 续编) macht die Benutzung relativ bequem.